# The Inner Circle
The Inner Circle – piąty album studyjny szwedzkiego zespołu Evergrey. Jest to album koncepcyjny opowiadający o religii, kultach i wykorzystywaniu dzieci psychicznie, fizycznie i seksualnie.

## Lista utworów
1. "A Touch of Blessing" – 5:50
2. "Ambassador" – 4:29
3. "In the Wake of the Weary" – 4:43
4. "Harmless Wishes" – 4:18
5. "Waking Up Blind" – 4:22
6. "More Than Ever" – 4:13
7. "The Essence of Conviction" – 6:07
8. "Where All Good Sleep" – 4:37
9. "Faith Restored" – 3:54
10. "When the Walls Go Down" – 5:42

### Dodatkowe utwory na specjalnym wydaniu
1. "I'm Sorry" (wersja akustyczna) - 3:28
2. "Recreation Day" (wersja akustyczna) - 3:33
3. "Madness Caught Another Victim" (wersja akustyczna) - 3:09

## Twórcy
- Tom S. Englund – śpiew, gitara
- Henrik Danhage – gitara
- Michael Håkansson – gitara basowa
- Jonas Ekdahl – instrumenty perkusyjne
- Rikard Zander – instrumenty klawiszowe
- Carina Englund – śpiew (żeński)
- Göteborgs Symfoniker - kwartet smyczkowy

## Pozycje na listach
| Lista   | Kraj    | Pozycja |
| ------- | ------- | ------- |
| Top 60  | Szwecja | 24      |
| Top 200 | Francja | 189     |